# Chiesa di San Marco Evangelista (Cuccana)
La chiesa di San Marco Evangelista si trova a Cuccana, in provincia ed arcidiocesi di Udine, ed è comparrocchiale della chiesa di Gris.

## Storia
La prima chiesa di Cuccana venne edificata probabilmente nel IX secolo. Nel Cinquecento l'edificio venne praticamente ricostruito, non vi sono, infatti, finestre romaniche, ma soltanto finestre in stile gotico. Nel XVIII secolo la chiesa venne restaurata. Nel 1913 venne rifatta la scalinata d'accesso alla chiesa e, nel 1921, fu costruito il campanile.

## Interno
L'interno della chiesa, un tempo completamente affrescato, presenta un'unica navata, terminante con l'abside, caratterizzata dalla volta costolonata. Attualmente sono ancora esistenti affreschi, tutti cinquecenteschi, sulle pareti e sulla volta dell'abside, raffiguranti scene della vita di san Marco, Cristo con gli Apostoli e Vizi e Virtù. Sul fondo dell'abside sono dipinti L'Incoronazione della Vergine con Santi, nella volta i Quattro Evangelisti e, sulla parete dell'arco trionfale e nel sottarco, la Crocifissione, l'Annunciazione e figure di Santi.